# Кожомкул (Жайылский район)
Кожомкул (до 199? г. — 8 Марта) — село в Жайылском районе Чуйской области Кыргызстана. Входит в состав Суусамырского аильного округа. Код СОАТЕ — 41708 209 830 05 0.

## Население
| год     | 2009 | 2014 | 2015 |
| ------- | ---- | ---- | ---- |
| человек | 1074 | 1032 | 1018 |

## Известные жители и уроженцы
- Бакирдин Алиев (1933—2014) — Народный артист Киргизской ССР.
- Токолдошев, Касымалы (1918—1978) — Герой Социалистического Труда.